# ناحیه برباشه
ناحیه برباشه (به عربی: دائرة برباشة) یک ناحیه در الجزایر است که در استان بجایه واقع شده‌است.